# ألوت (بوالحسن)
ألوت (بالفارسية: آلوت) هي قرية تقع في إيران في قسم بوالحسن الريفي. يقدر عدد سكانها بـ 870 نسمة بحسب إحصاء 2016.